# Picture to Burn
»Picture to Burn« je pesem ameriške country pop pevke in tekstopiske Taylor Swift. Izšel je januarja 2008 kot četrti singl iz albuma Taylor Swift in je tudi četrti izmed desetih zaporednih singlov Taylor Swift, ki so se uvrstili na Billboardovo lestvico Hot Country Songs, kjer je »Picture to Burn« dosegel tretje mesto.
Pesem je tudi del albuma Now That's What I Call Country.

## Ozadje
Besedilo pesmi »Picture to Burn« govori o Taylorinem nezadovoljstvu z njenim fantom (ki ga opiše kot »samo še eno sliko za v ogenj«) in načrtuje maščevanje. Verzija singla z albuma se od radijske verzije pesmi razlikuje po tem, da vrstico »That's fine, I'll tell mine that you're gay« (»je že v redu, svojim bom povedala, da si gej«) nadomesti vrstica »That's fine, you won't mind if I say« (»je že v redu, saj ne boš zameril, če povem«). Preden je s pesmijo tudi nadomestila, je Taylor Swift o njej povedala: »Vedno sem se občinstvu trudila razložiti, da se trudim biti prijazna oseba ... ampak če mi zlomiš srce, raniš moja čustva ali si nesramen do mene, bom napisala pesem o tebi. Haha. Ta pesem je enkraten primer.«

## Seznam verzij

### Promocijski CD
1. »Picture to Burn« (radijska verzija) - 2:55
2. »Picture to Burn« (verzija z albuma) - 2:57
3. »I'm Only Me When I'm with You« - 3:36

## Videospot
Kot večino ostalih videospotov za pesmi Taylor Swift je tudi videospot za pesem »Picture to Burn« režiral režiser Trey Fanjoy. V videospotu se prikaže Taylor Swift s prijateljico (ki jo je odigrala njena resnična prijateljica, Abigail), ki gledata sliko Taylor Swift in njenega bivšega fanta (Justin Sandy), potem pa se usedeta v Ford Mustang in vohunita za njim in njegovim zdajšnjim dekletom. Swiftova je v intervjuju za CMT dejala: »Videospot govori o tem, da če se razideš z mano, bo moj band preiskal tvojo hišo.« Videospot vsebuje le radijsko verzijo pesmi.

## Dosežki
| Lestvica (2008–2009)                     | Dosežek |
| ---------------------------------------- | ------- |
| U.S. Billboard Hot Country Songs         | 3       |
| U.S. Billboard Hot 100                   | 28      |
| U.S. Billboard Pop 100                   | 49      |
| Canadian Radio & Records Country Singles | 1       |
| Canadian Hot 100                         | 48      |

## Drugo
Pesem se je skupaj s pesmima »Love Story« in »You Belong with Me« pojavila na videoigri Band Hero.